# Маренго (Іллінойс)
Маренго (англ. Marengo) — місто (англ. city) в США, в окрузі Макгенрі штату Іллінойс. Населення — 7568 осіб (2020).

## Географія
Маренго розташоване за координатами 42°14′50″ пн. ш. 88°36′23″ зх. д. / 42.24722° пн. ш. 88.60639° зх. д. (42.247337, -88.606340).  За даними Бюро перепису населення США в 2010 році місто мало площу 12,98 км², уся площа — суходіл. В 2017 році площа становила 20,48 км², уся площа — суходіл.

## Демографія
Згідно з переписом 2010 року, у місті мешкало 7648 осіб у 2785 домогосподарствах у складі 1963 родин. Густота населення становила 589 осіб/км².  Було 3046 помешкань (235/км²).
Расовий склад населення:
| - 88,7 % — білих - 0,7 % — чорних або афроамериканців - 0,5 % — корінних американців - 0,5 % — азіатів - 7,7 % — осіб інших рас |

До двох чи більше рас належало 1,9 %. Частка іспаномовних становила 15,3 % від усіх жителів.
За віковим діапазоном населення розподілялося таким чином: 27,7 % — особи молодші 18 років, 60,7 % — особи у віці 18—64 років, 11,6 % — особи у віці 65 років та старші. Медіана віку мешканця становила 35,0 року. На 100 осіб жіночої статі у місті припадало 97,6 чоловіків;  на 100 жінок у віці від 18 років та старших — 96,0 чоловіків також старших 18 років.
Середній дохід на одне домашнє господарство  становив 70 868 доларів США (медіана — 57 955), а середній дохід на одну сім'ю — 78 484 долари (медіана — 67 431). Медіана доходів становила 48 125 доларів для чоловіків та 32 371 долар для жінок. За межею бідності перебувало 11,3 % осіб, у тому числі 15,6 % дітей у віці до 18 років та 7,5 % осіб у віці 65 років та старших.
Цивільне працевлаштоване населення становило 3980 осіб. Основні галузі зайнятості: виробництво — 24,5 %, освіта, охорона здоров'я та соціальна допомога — 17,8 %, роздрібна торгівля — 13,1 %, будівництво — 10,1 %.